# Stratios
Stratios (řecky Στρατίος, latinsky Stratius) je v řecké mytologii syn Klymena, krále Orchomenu v Bojótii.
Stratios měl čtyři sourozence, Ergina, Arrhóna, Pylea a Azea. Když jejich otce Klymena během slavností na počest boha Poseidona v Thébách zabil jakýsi kočí, stal se nástupcem trůnu v Orchomenu jeho nejstarší bratr Erginos, který pak spolu s ním a ostatními bratry vytáhl proti Thébám, a když je porazil, vynutil si, aby jim Thébané každoročně odváděli sto volů.
Théby by samotná daň nevyčerpala, ale Thébany uráželo zpupné gesto, potvrzující Erginovu nadvládu. Od této daně i nadvlády Théby nakonec osvobodil hrdina Héraklés.